# Dario Decasper
Dario Decasper (* 1999) ist ein Schweizer Unihockeyspieler, der beim Nationalliga-A-Verein Chur Unihockey unter Vertrag steht.

## Karriere
Decasper debütierte 2018 für Chur Unihockey in der Nationalliga A. Zur Saison 2020/21 wurde er fix in das Kader der ersten Mannschaft aufgenommen.